# ديفيد نوفاك (لاعب كرة قدم)
ديفيد نوفاك (بالتشيكية: David Novák)‏ هو لاعب كرة قدم تشيكي في مركز الدفاع، ولد في 11 يناير 1979 في تشيكوسلوفاكيا. شارك مع منتخب التشيك تحت 18 سنة لكرة القدم ومنتخب التشيك تحت 19 سنة لكرة القدم ومنتخب جمهورية التشيك تحت 21 سنة لكرة القدم. أما مع النوادي، فقد لعب مع فيكتوريا بلزن.

## وصلات خارجية
- ديفيد نوفاك (لاعب كرة قدم) على موقع الاتحاد التشيكي (الإنجليزية)
- ديفيد نوفاك (لاعب كرة قدم) على موقع قاعدة بيانات كرة القدم.إي يو (الإنجليزية)